# Mungeli
Mungeli est une ville indienne située dans le district de Mungeli dans l’État du Chhattisgarh. En 2013, sa population était de 55 756 habitants.

## Source de la traduction
- (en) Cet article est partiellement ou en totalité issu de l’article de Wikipédia en anglais intitulé « Mungeli » (voir la liste des auteurs).